# Neermoor
Neermoor ist ein Ortsteil der Gemeinde Moormerland in Ostfriesland, der zum Jahresende 2016 rund 4.750 Einwohner auf einer Grundfläche von 19,21 km² zählte.

## Geschichte
Neermoor ist eine Tochtersiedlung von Edana und wurde vermutlich schon vor dessen Untergang im 11. Jahrhundert weiter
östlich am Moorrand gegründet. Die älteste urkundliche Erwähnung datiert auf das Jahr 1400. In einem Schriftstück wird Neermoor als Edenramora aufgeführt. Spätere Namensvarianten waren Nymramore (1409), Eramoere (1428), Edramora (1436), in Eddermore (1439), Neydermoer (1481), Neddermoer (1494) und Neermohr (1577). Der Ortsname leitet sich vermutlich von der wüst gefallenen Muttersiedlung Edana ab.
Während des Mittelalters befanden sich zwei Burgen der Häuptlinge Focko Ukena und dessen Sohn Uko Fockena in Neermoor. Eine Burg stand am heutigen Vossbergweg – Ecke Burgstraße. Die Zweite stand zwischen der heutigen Osterstraße und der Süderstraße.
Im Jahr 1422 wurde abseits des Dorfkerns auf einem Hügel am alten Friedhof eine kleine Kirche errichtet, die durch den Bau der Reformierten Kirche von 1797 ersetzt wurde. Die Altreformierte Kirche stammt aus dem Jahr 1865.
Zum Anfang des 20. Jahrhunderts war Neermoor ein Bauerndorf. Es waren 44 Bauern, deren Höfe entlang der heutigen Norder- und Süderstraße angesiedelt waren. Sie bewirtschafteten ihre Aufstreckung, die bis an die heutige Königstraße in Warsingsfehn grenzte. Die Königstraße stellt die Grenze zwischen Neermoor und Warsingsfehn dar. Daher wohnen die Bewohner, welche auf der zu Neermoor gewandten Seite leben, in Neermoor-Kolonie.
Am 1. Januar 1973 wurde Neermoor im Rahmen der Gebietsreform in Niedersachsen in die neue Gemeinde Moormerland eingegliedert.

## Wappen
| Wappen der früheren Gemeinde Neermoor | Blasonierung: „In Silber (Weiß) eine rote Burg mit offenem Tor, zwischen den beiden Zinnentürmen, ein Drittel die Mauer belegend, im blauen Schild ein golden (gelb) bewehrter, silberner (weißer) Löwe mit roter Zunge und einer gestürzten goldenen (gelben) Krone als Halsband, in den Vorderpranken ein goldenes (gelbes) Schwert haltend.“ |
| Wappen der früheren Gemeinde Neermoor | Wappenbegründung: Das von Ebo Pannenborg entworfene Wappen wurde am 28. Juli 1966 vom Regierungspräsidenten in Aurich genehmigt. Der Löwenschild ist das Wappen des mächtigen ostfriesischen Häuptlingsgeschlechts Ukena, welche zwei Burgen in Warsingsfehn hatten; die Burg und die beiden Türmen symbolisieren dieses.                       |

## Politik
Neermoor wird politisch von einem 9-köpfigen Ortsrat vertreten.
Ortsbürgermeister ist Berthold Koch (SPD).

## Persönlichkeiten
- Hermann Buß (* 1951), Maler

## Verkehr
Der frühere Bahnhof Neermoor liegt an der Bahnstrecke Rheine–Norddeich Mole (Emslandstrecke).
Personenzüge halten aktuell nicht in Neermoor. 2024 soll mit dem Bau eines Haltepunktes begonnen werden, eine Eröffnung ist jedoch frühestens 2025 zu erwarten. Der Bahnsteig in Richtung Emden soll nördlich, der Bahnsteig in Richtung Leer soll südlich der Kirchstraße entstehen.
Der Halt soll zukünftig von Zügen der Westfalenbahn auf der Relation zwischen Münster(Westf) Hbf und Emden Hbf (Linie RE15 „Emsland-Express“) im Stundentakt bedient werden.
Neermoor verfügt über Busverbindungen u. a. nach Emden und Leer.
Der Ort liegt nahe der Autobahn 31 und ist durch die Auf- und Abfahrt 7 mit dieser verbunden.